# Polypyrol

Cấu trúc Polypyrol

Polypyrol (Polypyrrole - PPy) là một hợp chất hóa học, có cấu trúc gồm một số vòng pyrol (pyrrole) liên kết với nhau.